# Bernard van Orley
Bernard van Orley (mezi 1487 až 1491, Brusel – 6. ledna 1541, Brusel), také zvaný Barend nebo Barent van Orley, Bernaert van Orley nebo Barend van Brussel, byl všestranný vlámský umělec a představitel nizozemského a vlámského renesančního malířství, který byl stejně aktivní jako návrhář tapisérií a na sklonku života i vitráží. Přestože Itálii nikdy nenavštívil, patří do skupiny italizujících se vlámských malířů zvaných romanisté, kteří byli ovlivněni italskou renesanční malbou, v jeho případě především Raffaelem.
Narodil se a zemřel v Bruselu a „sloužil jako jakýsi komisař umění pro bruselskou městskou radu“. Byl dvorním umělcem habsburských panovníků. Byl mimořádně produktivní, soustředil se na design svých děl a jejich provedení přenechával z velké části na jiných, v případě malby, a zcela tak v případě tapisérií a vitráží. To se možná naučil od Raffaela, jehož dílna v Římě byla nebývale velká.
Vzhledem k jeho závislosti na dílenském provedení se mnoho jeho dochovaných děl značně liší v kvalitě. Dochovalo se také mnoho kreseb, většinou studií k návrhům tapisérií a vitráží. Převládajícím námětem jeho obrazů jsou náboženské výjevy a portréty, maloval pouze omezený počet mytologických a alegorických námětů. Jeho portréty většinou zachycují příslušníky habsburské dynastie a v jeho dílně vznikly v několika verzích. Náměty jeho tapisérií byly pestřejší, od biblických cyklů po alegorie, bitevní a lovecké scény.
Jeho otec byl návrhářem tapisérií v Bruselu a několik Bernardových potomků byli umělci. Řada z nich působila ještě v 18. století.

## Život
Jméno je v dokumentech uváděno různými způsoby, jak bylo v té době obvyklé: Bernard (Barend, Barent, Beernaert, Beernaerd) van Orley (d'Orlich, d'Ourlech, Orlet), Barend van Brussel, Bernardus Dorley, Bernardus Bruxellanus a Bernardo di Brusseles. Malířova rodina pocházela pocházela z ušlechtilé linie pánů z Ourle (psáno také Orley) v Lucembursku. Jeho dědeček Jan van Orley se přestěhoval do Brabantského vévodství, kde se mu narodil Valentijn van Orley (asi 1466–1532) jako nemanželský syn, který tím ztratil šlechtický status. Valentijn van Orley měl ze dvou manželství šest dětí a byl zakladatelem celé dynastie malířů, počínající jeho syny: Bernardem van Orley (1488–1541), malířem a designérem tapisérií; Everardem van Orley (narozen asi 1491), malířem; Philipem van Orley, návrhářem předloh k tapisériím; Gomarem van Orley, malířem (aktivní kolem roku 1533) a doložené přes několik dalších generací až do 18. století.
Bernard van Orley se patrně vyučil v dílně svého otce. Ten byl od roku 1502 členem bruselského Bratrstva Panny Marie Sedmi strastí, kde působila řada umělců, a od roku 1512, kdy se oženil s Agnes Seghers, žil s rodinou v Antwerpách, kde byl zapsán jako mistr tamního cechu sv. Lukáše a měl kromě svých synů i další žáky. Katolická encyklopedie uvádí, že se Bernard van Orley roku 1509 školil u Raphaela Santi, ale pro toto tvrzení neexistují spolehlivé zdroje.
Markéta Habsburská objednala roku 1515 u Bernarda van Orley portréty dětí francouzského krále Filipa Sličného. V letech 1516–1519 namaloval sérii šesti portrétů Karla V., který se právě stal králem Španělska a portrét jeho bratra Ferdinanda, který se později stal králem Uher a Čech, a jeho čtyř sester. Portréty byly určeny pro Isabellu Habsburskou a dánského krále Christiana II. Roku 1517 byl Antverpským cechem svatého Lukáše uznán jako mistr.
Roku 1518 se stal dvorním malířem Markéty Habsburské a vystřídal v této funkci Jacopa de'Barbari. Ve velké dílně zaměstnával i bratry Everarda a Gomara. Van Orley se stal členem bratrstva Sv. Šebestiána při kostele Saint Géry, kde více než polovina členů byla profesí tkalci tapisérií. Roku 1520 navštívil Nizozemsko Albrecht Dürer při příležitosti korunovace Karla V. a pobýval v domě Bernarda van Orley. Svého hostitele při té příležitosti portrétoval a nazval ho „Raphaelem Nizozemí“.
Roku 1527 byl Bernard van Orley spolu se svou rodinou a mnoha dalšími umělci odsouzen k pokutě za protestantské sympatie v procesu kolem sesazeného faráře Claese van der Elsta, přišel o dům i postavení dvorního malíře. Poté se s rodinou přestěhoval do Antverp, kde se stal členem cechu svatého Lukáše. Když se o pět let později vrátil do Bruselu, stal se znovu dvorním malířem nové guvernérky Nizozemí Marie Habsburské. Mezi jeho žáky patřili Michiel Coxcie, Pieter Coecke van Aelst, Pieter de Kempeneer, Lancelot Blondeel, Jan Vermeyen nebo Španěl León Picardo. Roku 1539 se po smrti své první ženy oženil znovu s Catherinou Hellinckx. Ze dvou manželství měl celkem devět dětí, z nichž čtyři synové se rovněž stali malíři. Po jeho smrti v roce 1541 se dvorním malířem Marie Habsburské stal Michiel Coxcie, který je označován jako Vlámský Rafaël.

## Dílo
Bernard van Orley ve svých raných dílech navázal na tradici Jana van Eycka, Rogiera van der Weydena a jejich následovníků. Postupně však začal uplatňovat italské renesanční motivy, jak se objevují v obrazech a prostorových proporcích v díle Raphaela Santi nebo v grafických listech Marcantonia Raimondi. V letech 1516–1520 měl možnost studovat Raphaelovy předlohy k tapisériím pro papeže Lva X., které byly zaslány do Bruselu k realizaci v tamních dílnách. Později ho silně ovlivnil také Albrecht Dürer. Jeho pozdní práce představují syntézu stylu Dürera a Raphaela.
Spolu s Jan Gossaertem a Quentin Massysem je Bernard van Orley považován za jednoho z hlavních inovátorů vlámské malby 16. století. Osvojil si styl italské renesance a jeho obrazy vynikají zářivými barvami a pečlivým provedením drobných detailů.
Zpočátku získával zakázky na oltářní obrazy a za jeho první významné signované dílo je považován Apoštolský triptych (1512) objednaný bruselským cechem truhlářů a bednářů. Střední panel s výjevy ze života Sv. Tomáše a Sv. Matěje je v Kunsthistorisches Museum ve Vídni, křídla v Musées royaux des Beaux-Arts de Belgique. Další oltář zhotovil roku 1515 pro Bratrstvo svatého Kříže v kostele sv. Walburgy ve Veurne. Z roku 1516 pochází kopie tzv. Turínského plátna, která je připisována Albrechtu Dürerovi nebo Bernardu van Orley. Roku 1520 zhotovila jeho dílna Mariánský polyptych pro laické náboženské společenství neprovdaných žen, které se zvaly bekyně.
Za své nejvýznamnější dílo považoval Jobův oltář, objednaný roku 1521 Markétou Habsburskou. Na zadní straně panelů je zobrazeno podobenství o boháči a Lazarovi. Dalším mistrovským dílem je triptych s Pietou, objednaný významným nizozemským šlechticem Philipsem Hanetonem, který byl sekretářem císaře Maxmiliána a prvním tajemníkem rady Karla V. Postavy jsou malovány manýristickým stylem, s patrným vlivem vlámských primitivů a formálními prvky přejatými z děl Albrechta Dürera. Oltář s Posledním soudem a se scénami, které měly znázorňovat charitativní aktivity „Almužního domu Huysarmmeesters“ objednala Rada antwerpské občanské chudiny pro svou kapli v Antwerpské katedrále. Autorem malby ve stylu grisaille na zadní straně oltáře byl Pieter de Kempeneer, který se vyučil v dílně Bernarda van Orley a spolupracoval s ním i na jiných dílech. Oltářní triptych s centrálním obrazem Kalvárie, dokončený roku 1534, objednala původně Markéta Habsburská jako epitaf jejího třetího manžela Filiberta II Savojského pro kapli v kostele Panny Marie v Bruggách. Boční panely oltáře dokončil později Marcus Gheeraerts starší.
Po roce 1515 proslul Bernard van Orley jako autor portrétů královské rodiny, vysoké šlechty a bohatých měšťanů. Kromě regentky Markéty Habsburské portrétoval např. burgundského vévodu a španělského krále, pozdějšího císaře Říše římské Karla V. Habsburského. Od roku 1516 dostával zakázky na předlohy k tapisériím a stal se zároveň vedoucím manufaktur v Bruselu. Po roce 1530 zcela opustil malbu a věnoval se pouze návrhům tapisérií a designu vitrážových oken. V jeho době byly tapiserie ceněny více než obrazy, protože se staly symbolem šlechtického stavu a kromě dekorativní úlohy byly ideálním obkladem stěn na velkých, holých a studených zdech paláců nebo kostelních sborů. Centrum gobelínového průmyslu se postupně přesunulo v 15. století z Arrasu do Tournai a nakonec v 16. století do Bruselu.
Na zakázku císaře Karla V. nebo jeho dvora vytvořil v letech 1521–1530 předlohy ke svým nejznámějším 12 tapisériím s námětem Lovy císaře Maxmiliána (nyní Louvre). Výjevy zachycují jednotlivá roční období v typické nizozemské krajině a vyznačují se dynamickou kompozicí. Tapiserie mají na výšku více než 4 metry a na délku celkem 73 metrů. Zachovaly se také signované předlohy k tapisériím na téma Romulus a Remus z roku 1524, objednané patrně Markétou Habsburskou. V letech 1528–1531 bylo podle předloh Bernarda van Orley utkáno sedm rozměrných tapiserií (440 x 810 cm) s námětem Bitva u Pavie (nyní v Museo nazionale di Capodimonte, Neapol). Další soubor tapisérií, oslavující dynastii Nassau, objednal v letech 1528–1530 hrabě Henry III z Nassau-Breda. Tapisérie byly zničeny při požáru roku 1760, ale předlohy se zachovaly a jsou v majetku Metropolitan Museum of Art v New Yorku. Z roku 1530 pochází tapiserie Herkules nesoucí nebeskou sféru, kterou objednal král Jan II. Portugalský.
Na sklonku života navrhoval Bernard van Orley také skleněné vitráže, které realizoval mistr Jean Haeck. Některé se zachovaly v Katedrále svatého Michaela archanděla a svaté Guduly v Bruselu nebo v kostele svatého Bavona (Sint-Bavokerk) v Haarlemu. Vitráže v Sint-Romboutskathedraal v Mechelenu byly zničeny za náboženských bouří (1566–1585), ale roku 2004 byly ve Valenciennes objeveny jejich barevné kresebné předlohy.
Belgická banka použila portréty Markéty Habsburské a Bernarda van Orley na svou pětisetfrankovou bankovku.

### Známá díla

#### Oltáře

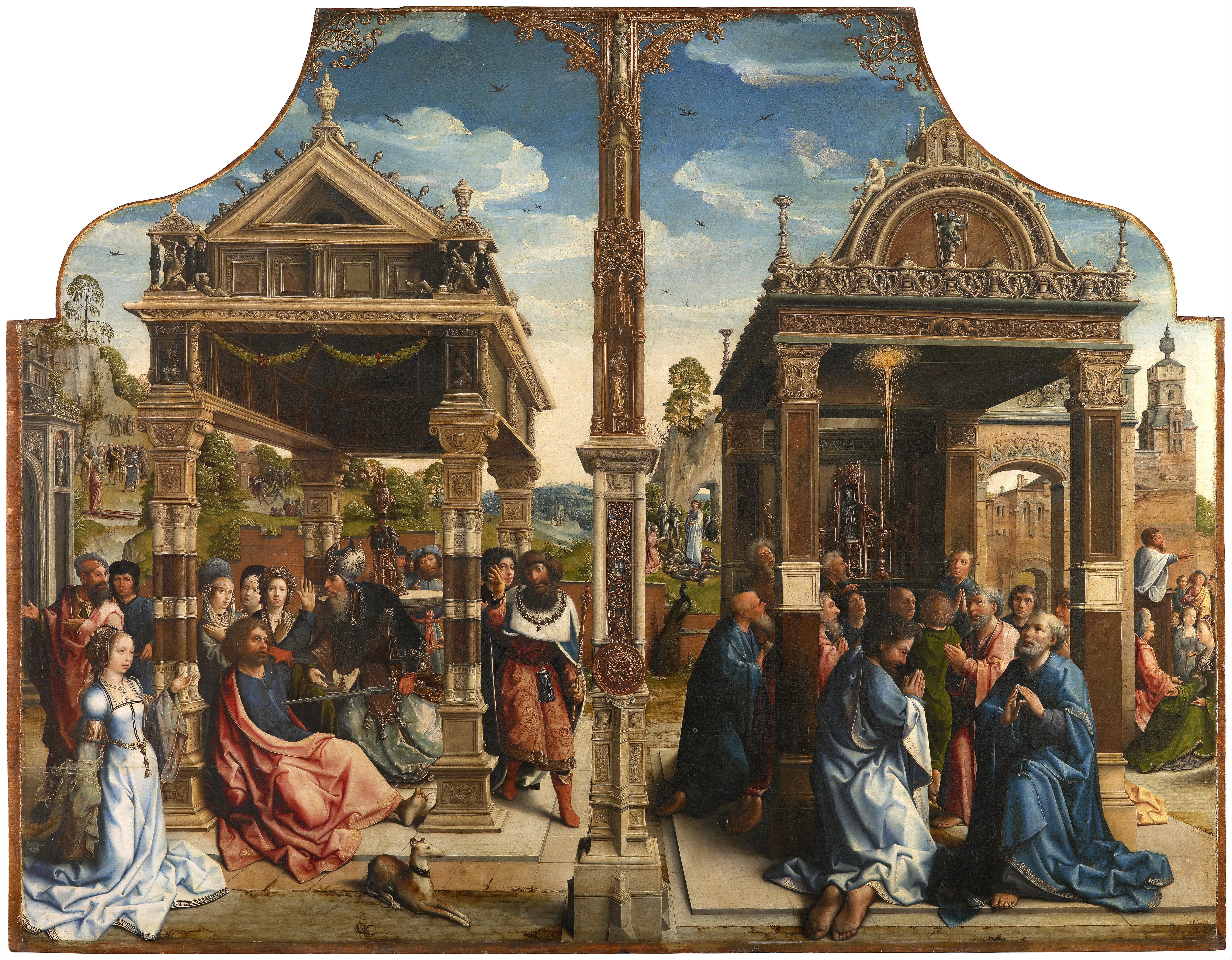
Střední panel Apoštolského triptychu s výjevy ze života Sv. Tomáše a Sv. Matěje (1512), Kunsthistorisches Museum – Google Art Project
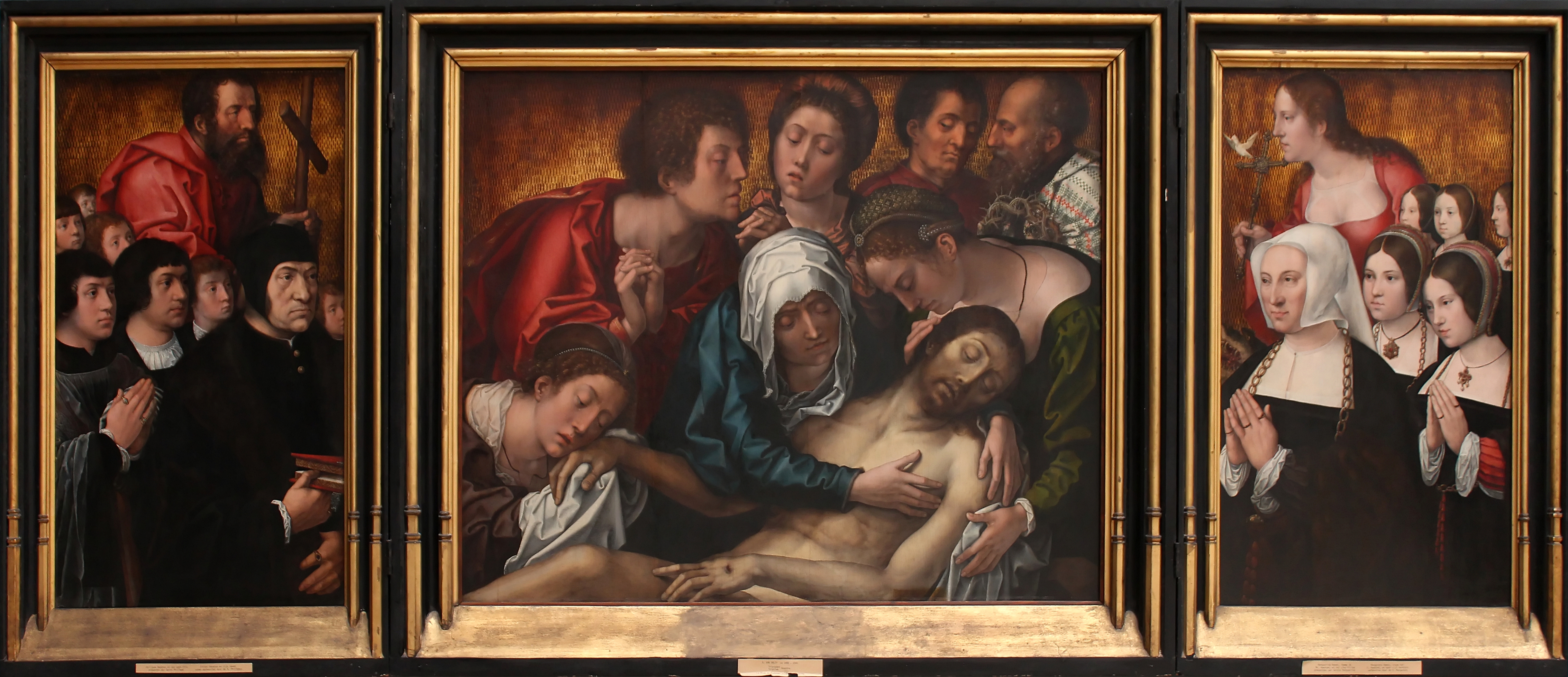
Hanetonský triptych (1520–1525)
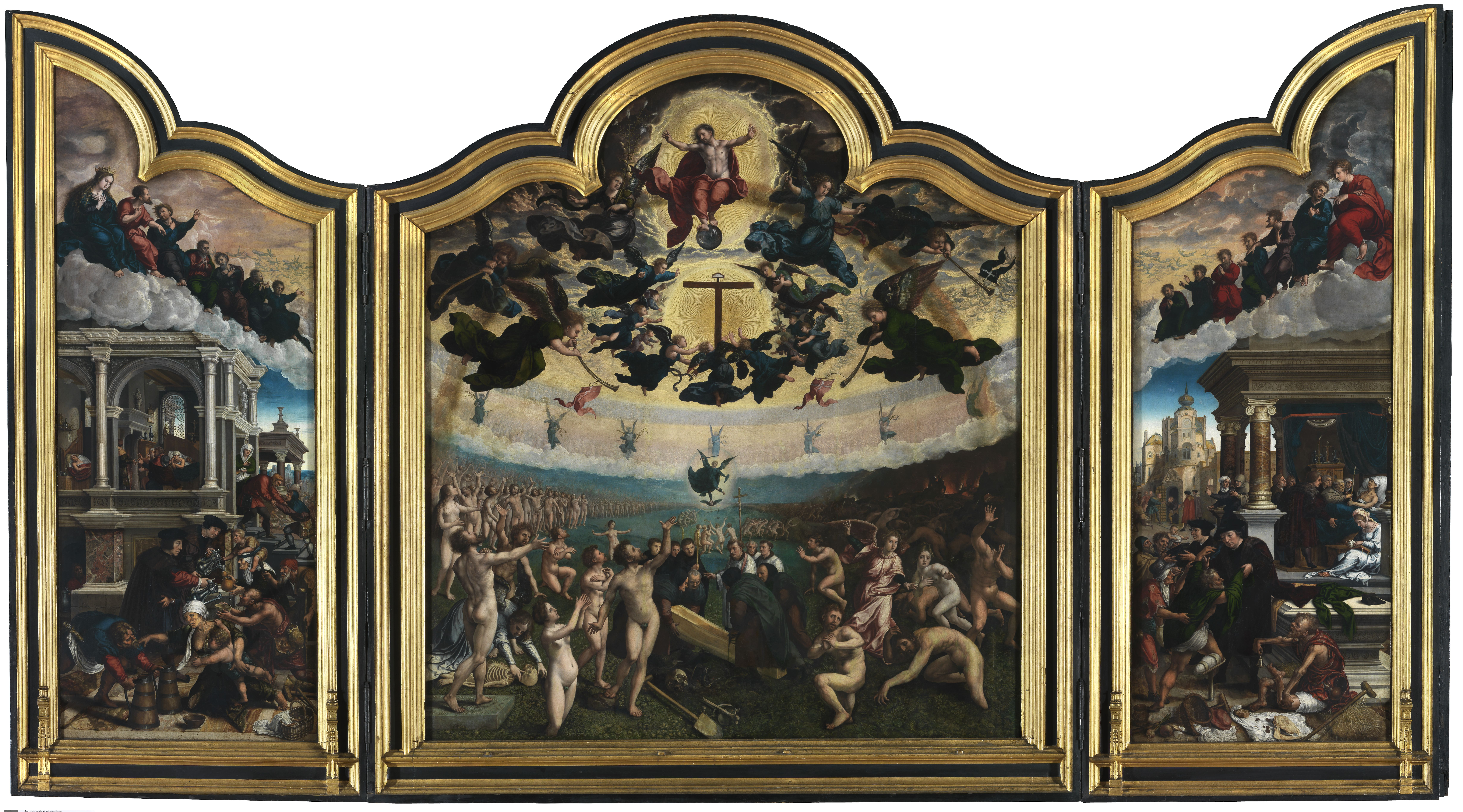
Oltář s Posledním soudem (1517–1525)
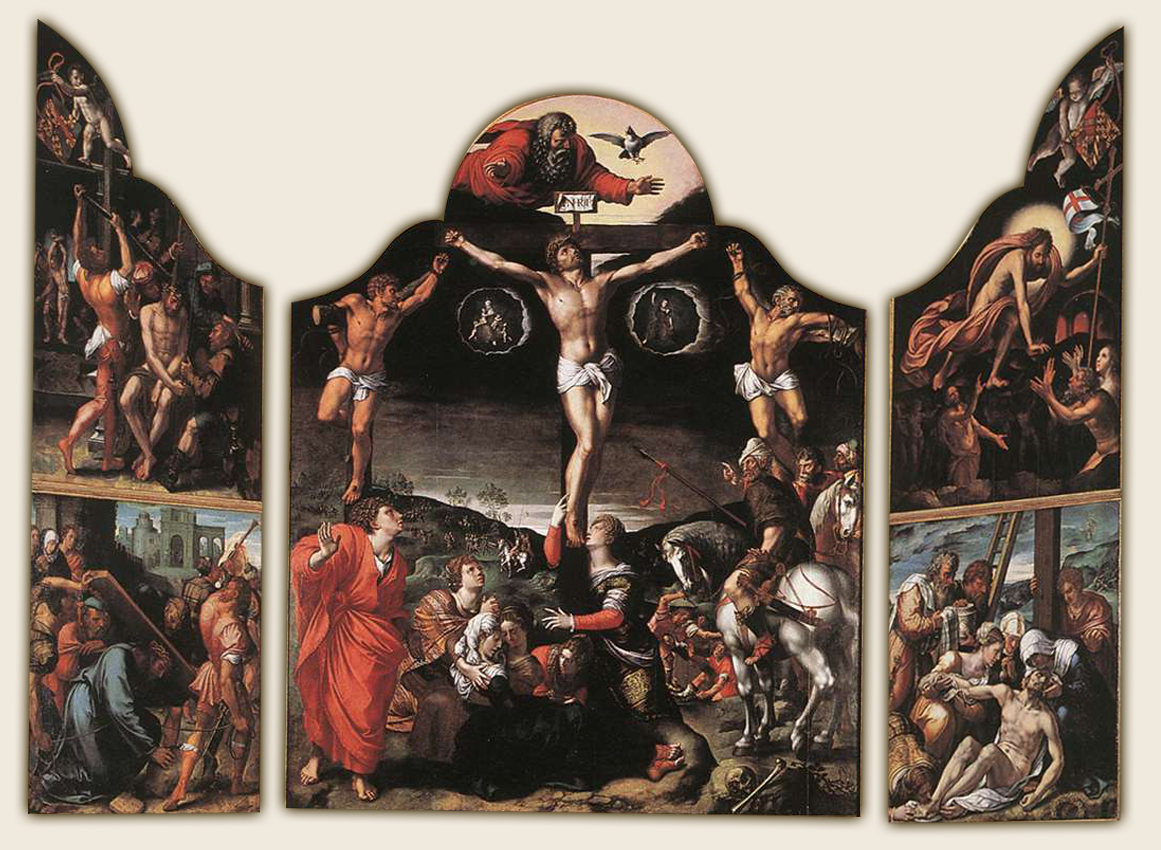
Oltář s Kalvárií (1534)

#### Portréty

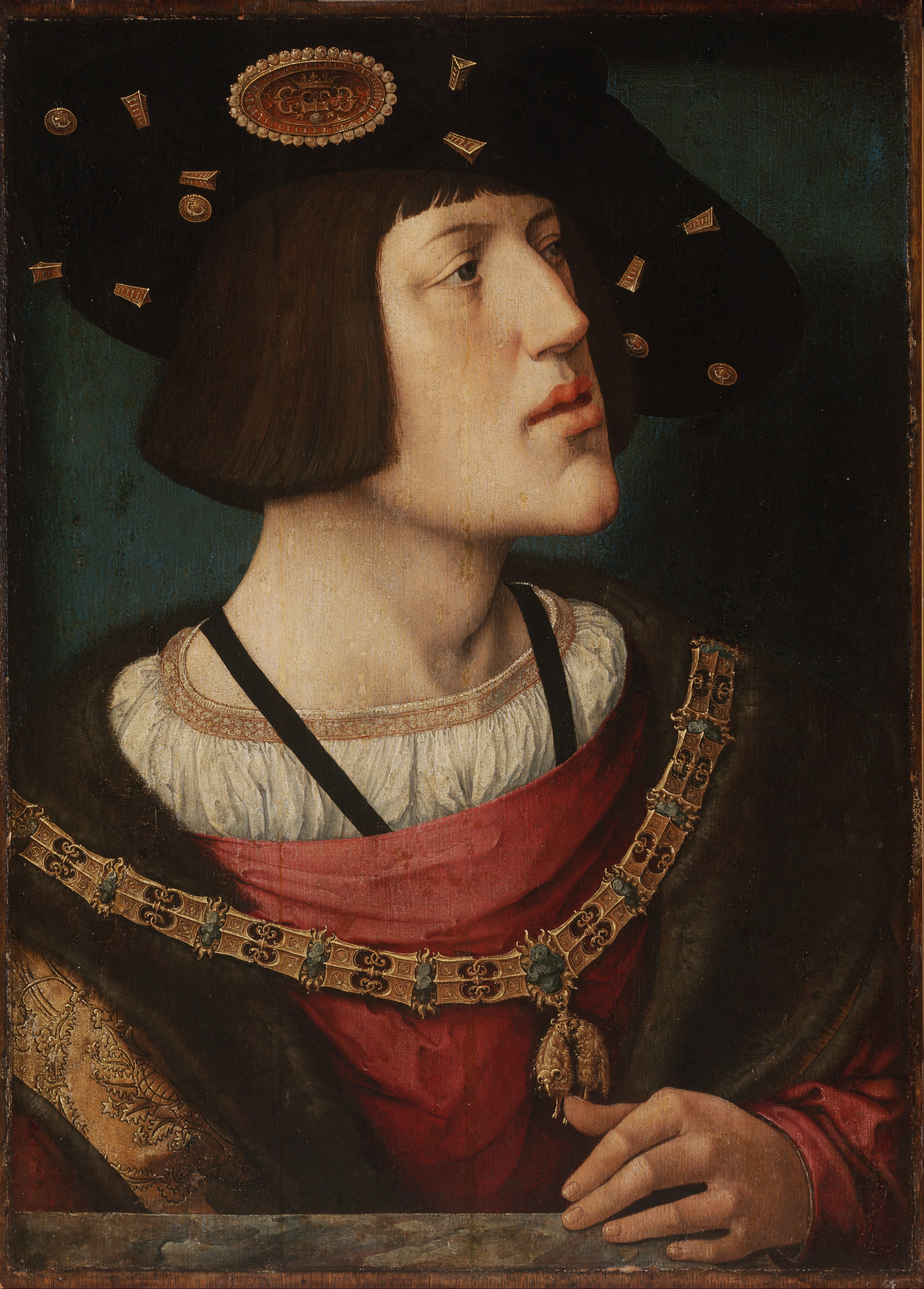
Portrét Karla V. (1515–1516) – Google Art Project
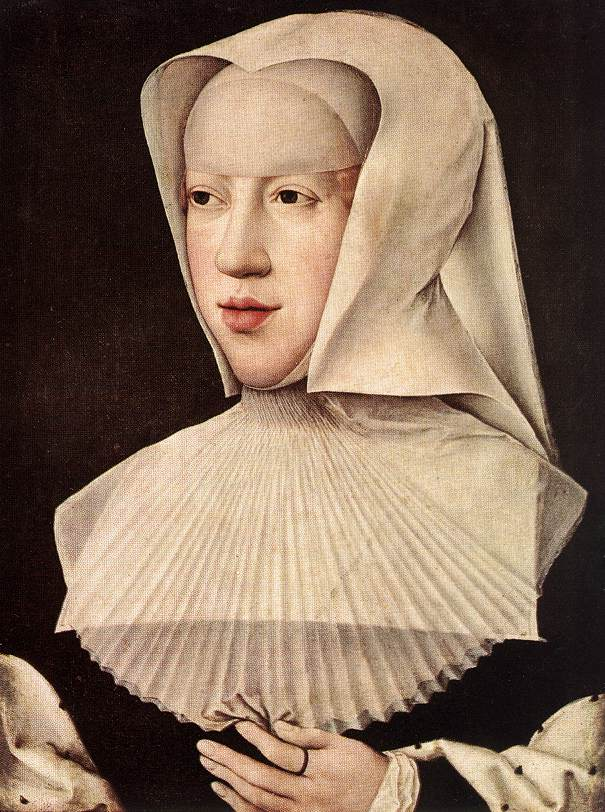
Markéta Habsburská (1510–1520)
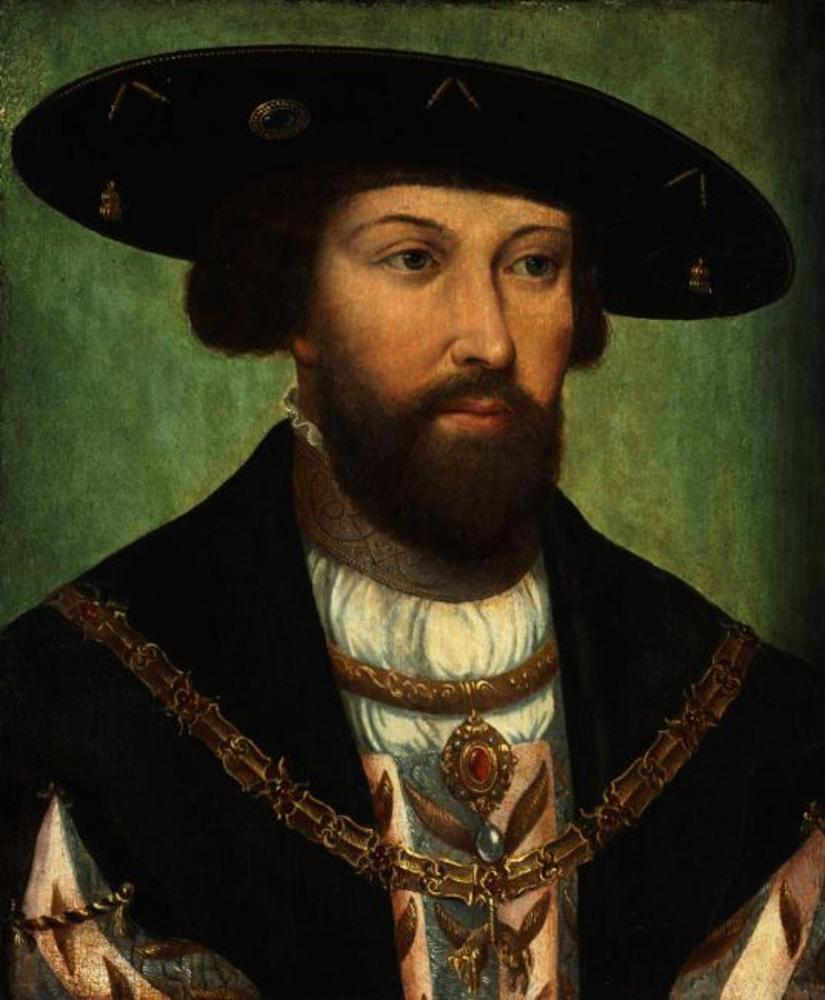
Ludvík Jagellonský, Museum of Fine Arts, Budapest
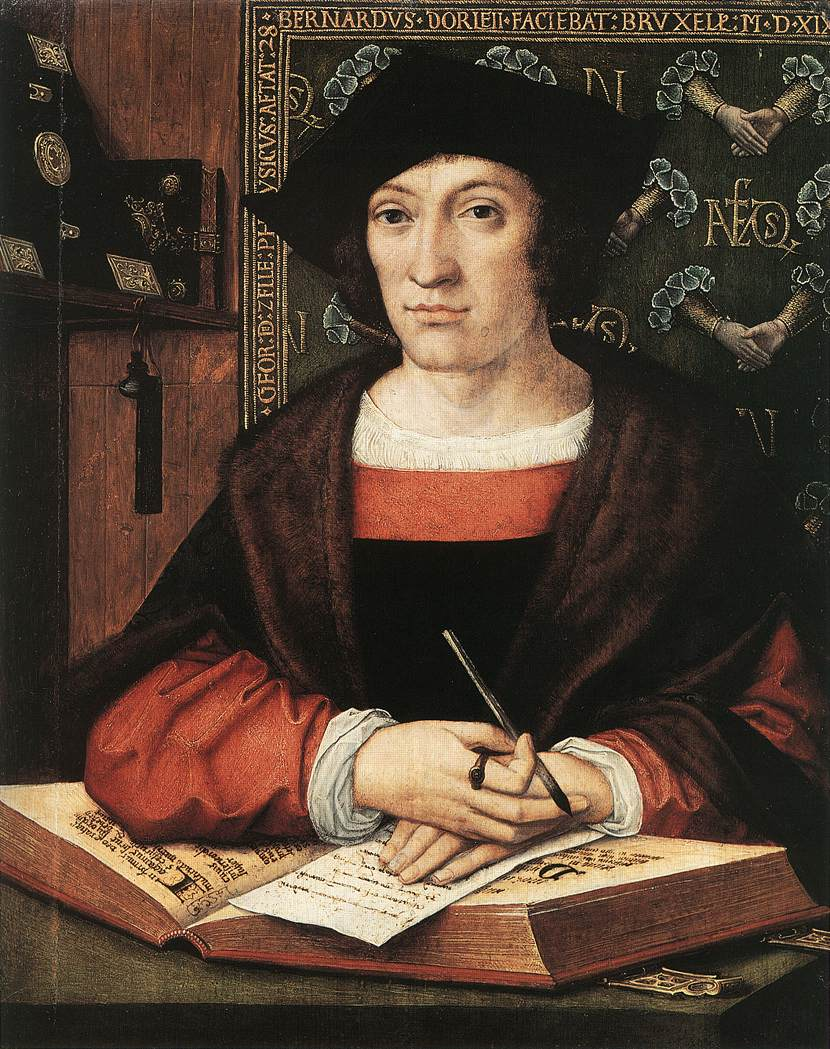
lékař Joris van Zelle (1519)

#### Tapiserie

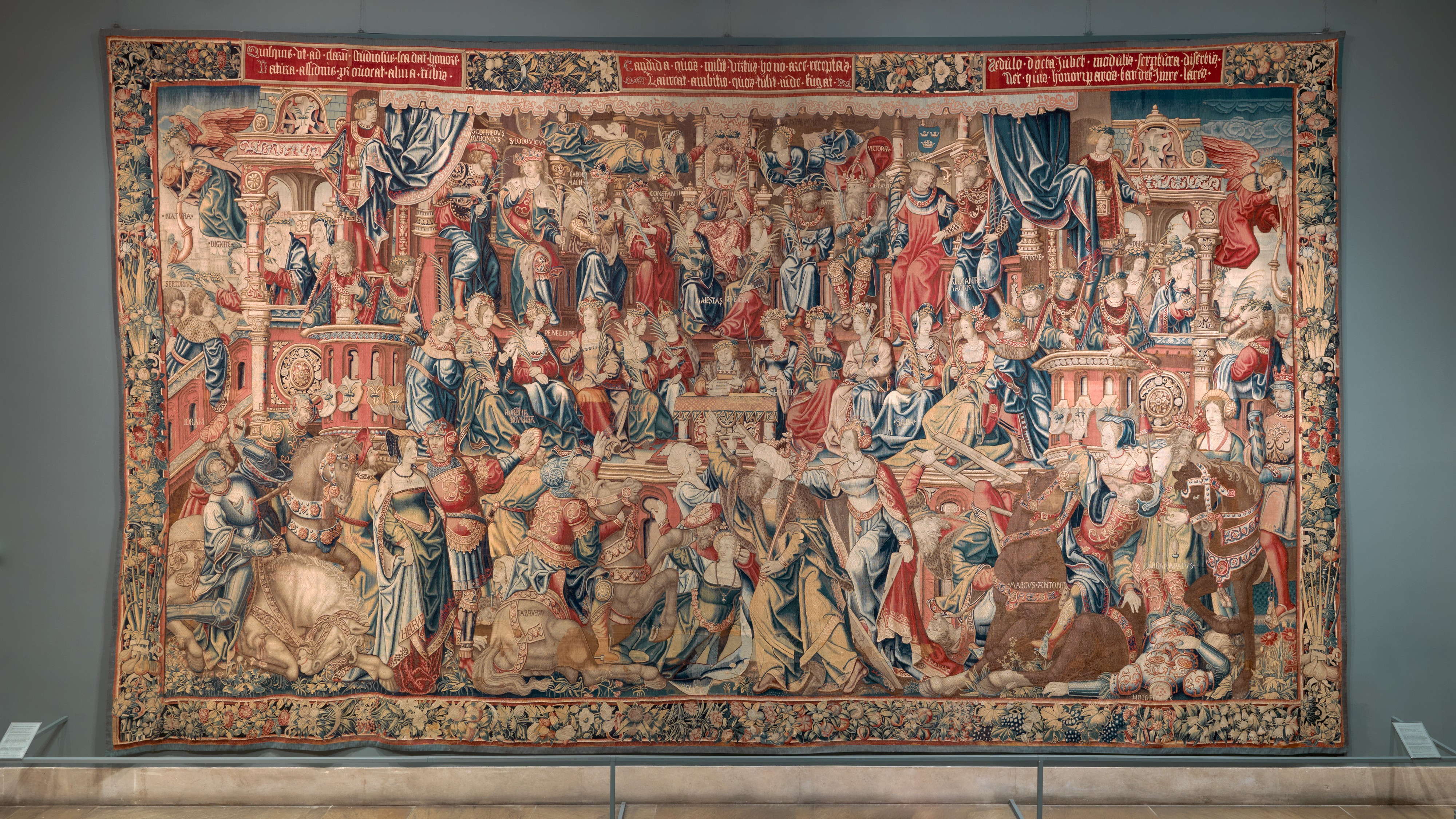
Série „Udělování řádů a titulů“ (před 1520)
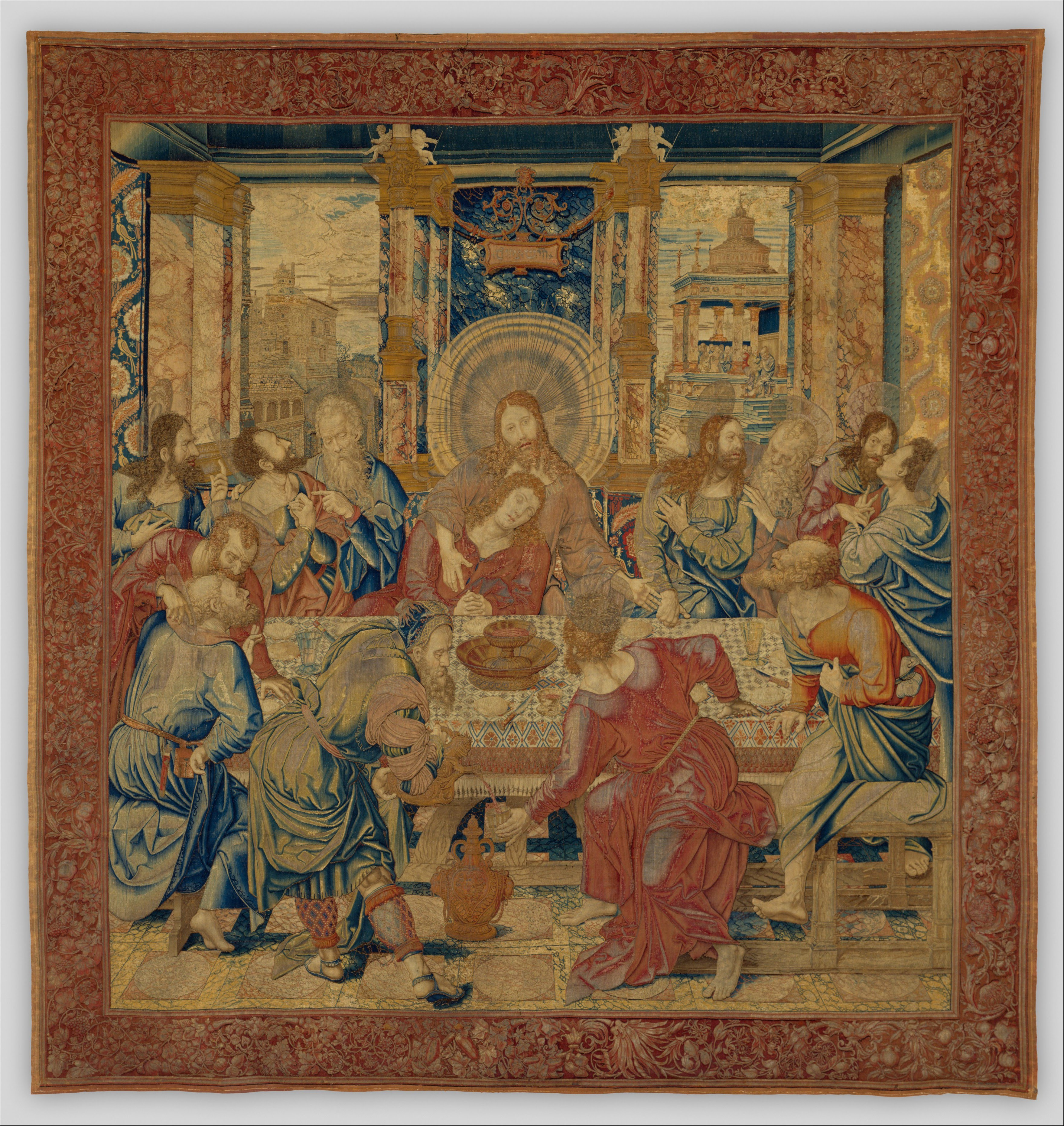
Poslední večeře (1525–1528) – Google Art Project
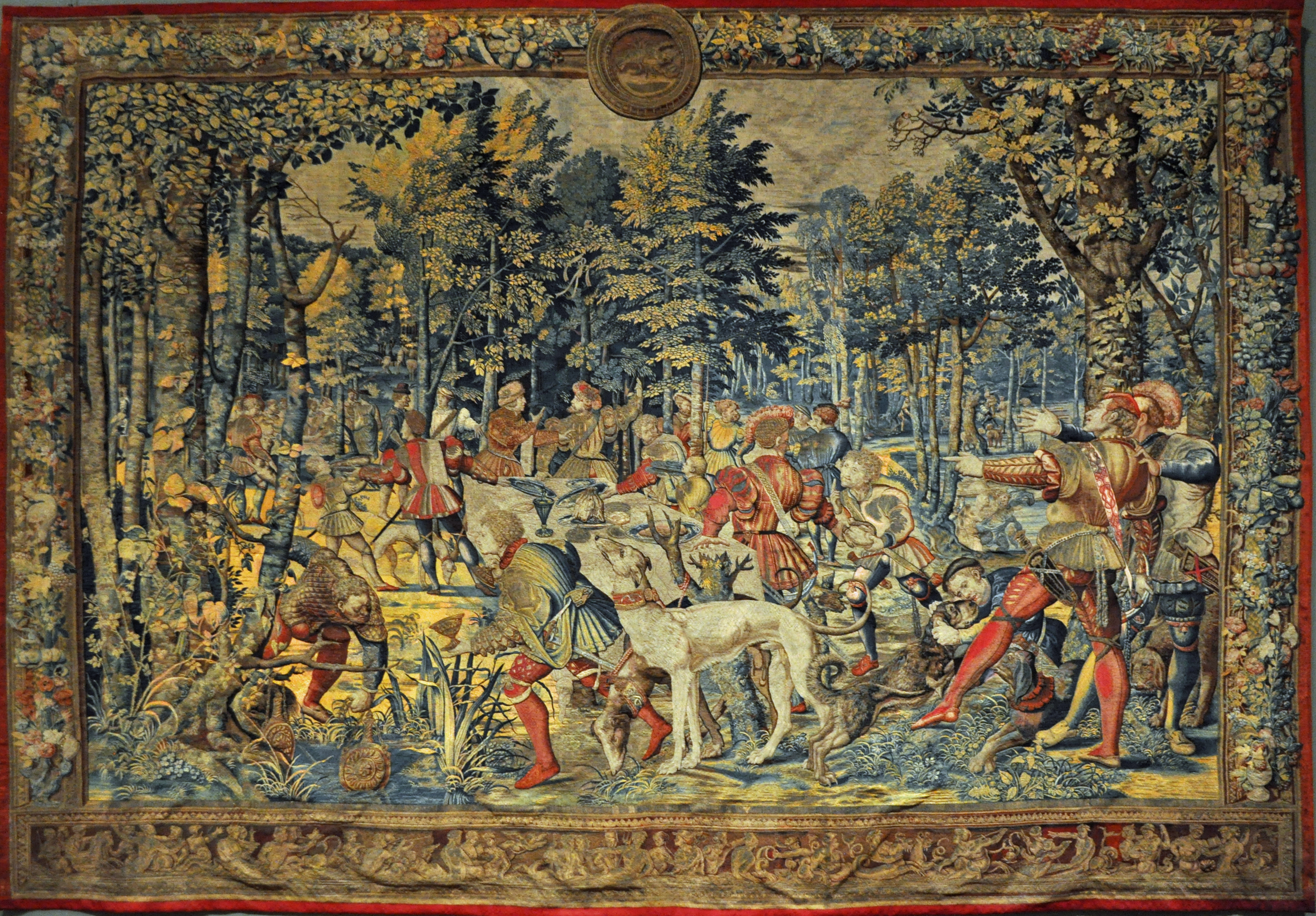
Lovy císaře Maxmiliána (1531), Louvre
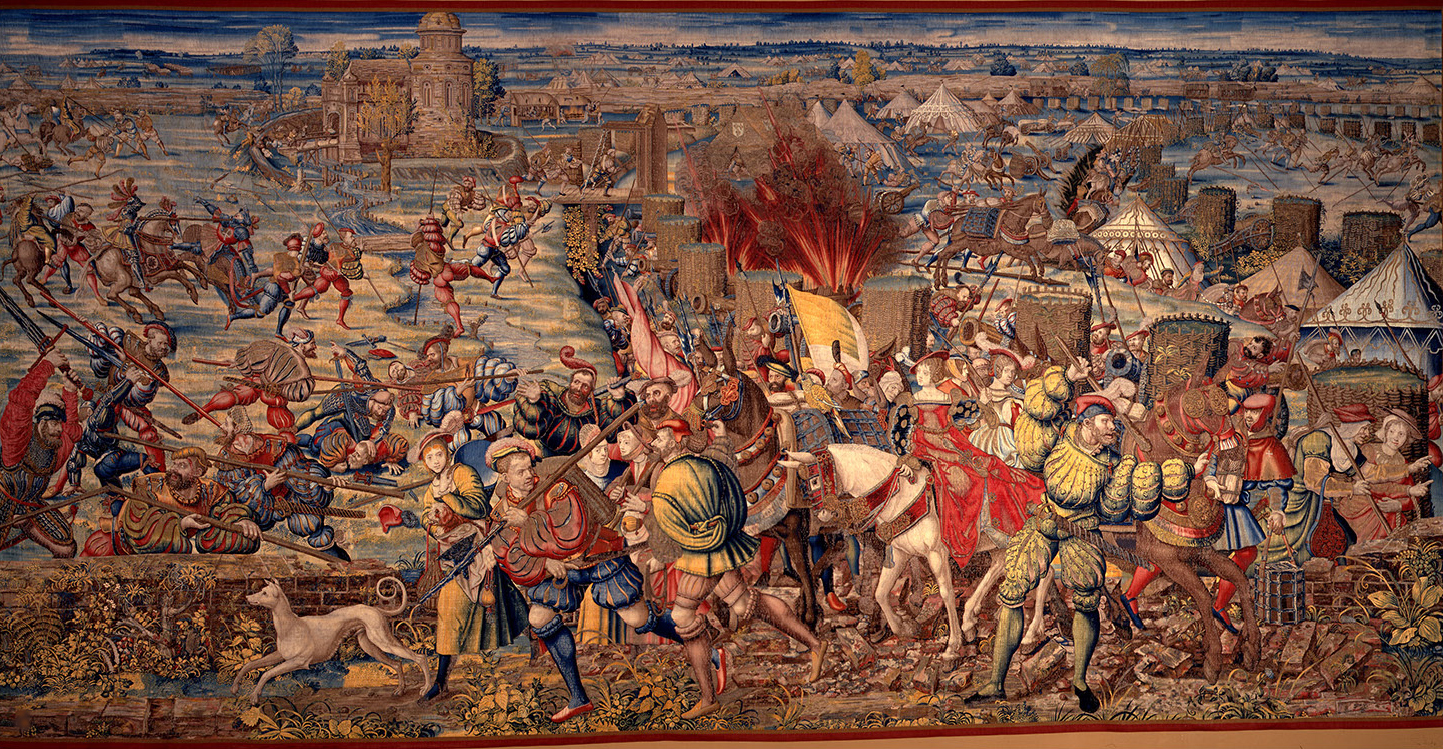
Bitva u Pavie (1528–1531), Museo nazionale di Capodimonte, Neapol